# Tine (roman)
 For alternative betydninger, se Tine. (Se også artikler, som begynder med Tine)
Tine er en dansk historisk roman fra 1889 af Herman Bang . Den foregår i tiden fra krigsudbruddet af krigen i 1864 i februar 1864 til stormen på Dybbøl i april 1864. Temaerne er krig, katastrofe, sygdom, seksuelt begær og selvmord. Tine regnes for et af hovedværkerne i Det Moderne Gennembrud og fik stor betydning for samtidens tolkning af slaget ved Dybbøl og forståelsen af Danmark som nation.
Den blev filmatiseret i 1964.
Romanens realistiske og nøgterne beskrivelse af krigens gru og lidelser var et brud med traditionen, som var præget af heltedyrkelsen og heroismen i den danske krigsførelse og nationale forherligelse. Romanen kan betragtes som litteraturens store ungdomsoprør mod den ældre generations romantiske sværmeri. Oprøret var sat i scene omkring det nationale sammenbrud: slaget på Dybbøl Banke i 1864. Romanen var et frontalangreb på N.F. S. Grundvig, Christian Richardt og andre romantikeres forsøg på at bruge nederlaget til genrejsning af den nationale bevidsthed, som det lykkedes efter den 1. Slesvigske Krig. Denne tolkning af romanens betydning for Det Moderne Gennembrud gennemgås blandt andet i bogen 1864, Sønner Af De Slagne af Rasmus Glenthøj. 
I Herman Bangs roman Stuk fra 1887 tænker hovedpersonen Herluf Berg tilbage på sin barndom på Als og evakueringen til København. Allerede mens Herman Bang arbejdede på romanen Stuk, besluttede han sig for, at hans næste roman skulle omhandle en "Kærlighedshistorie mellem Herlufs Fader og Degnens Tine" 

## Handling
Fru Berg og hendes søn, Herluf, evakueres fra Als til København. Da skovrideren Hr. Berg kommer tilbage, fortæller han Tine, at han er blevet indkaldt til hæren. Tine er i al hemmelighed forelsket i Berg. For Tine og Sofie læser han op ad avisen om den nyligt afdøde konge Frederik 7.’s bisættelse. Tine bliver fulgt hjem af Sofie, og da hun er kommet i seng, mindes hun en efterårsdag i skoven med Bergs, og da hun ikke kan sove, tænker hun tilbage på sin opvækst og livets gang i landsbyen. Hun mindes tiden, da Berg kom til landsbyen som ny skovrider. 
Det er l’hombre-aften den 6. februar 1864 hos baronen. En række af lokalsamfundets spidser deltager. De mindes højstemt Treårskrigen og den afdøde Frederik 7. De udtrykker stor begejstring for krigen og er overbeviste om, at Danmark vil sejre. De synger sange og bliver dybt berørte af disse og talerne. Hr. Bølling kommer pludselig og fortæller selskabet, at den danske hær har trukket sig tilbage fra Dannevirke, hvilket kommer som et chok for selskabet, som afbrydes, da bispen dukker op for at drøfte de kommende troppers indkvartering med baronen. 
Senere er der i hele landsbyen indkvarteret soldater, der afventer fjendens fremstød ved Dybbøl. Soldaterne i kantonnement skal af sted og afløse i skanserne ved Dybbøl, og andre soldater, bl.a. skovrideren, der er løjtnant, ventes hjem til et kort hvil efter tjeneste ved Dybbøl. Pigerne opvarter de indimellem nærgående soldater. Også den traumatiserede Berg har fået et godt øje til Tine. Der blæses alarm og i al hast gør soldaterne klar til afgang. Senere samme dag påbegynder preusserne deres bombardement af Dybbøl og Sønderborg fra Broager. 
Preussernes store angreb mod Dybbøl og Sønderborg er i gang. I skovridergården er der stor ængstelse. Tine frygter, at Berg er blevet såret eller er faldet. Baronen og provsten ankommer til skovridergården, og de udtrykker bestyrtelse over bombardementet af Sønderborg, tiltro til regeringen og kritik af hæren. Sårede soldater bliver fragtet gennem landsbyen på vej til evakuering ved Høruphav. Tine løber ud til vognene, idet hun frygter, at Berg er blandt dem. Baronen fortæller imidlertid Tine, at Berg har sendt hende besked om, at han er uskadt. Lettet hjælper Tine de sårede på vognene. Næste morgen har Berg indfundet sig i skovridergården. 
Berg besøger nu jævnligt officererne, som er indkvarteret på skolen, hvor Tine sørger for sin syge far. Der synges og danses i skovridergården, og Berg og Tine danser længe sammen. Den unge officer Appel er blevet såret og lægges i skolestuen. Fru Bølling forstår ikke, hvorfor Tine bliver ved med at tale om at tage ind til lazarettet i Augustenborg. Hun klager sin nød til Berg, som lover at tale med Tine om det. Han og Tine går en tur sammen, og efterfølgende meddeler Tine sin mor, at hun har tænkt sig at blive, hvilket henrykker fru Bølling. Hr. Bøllings tilstand forværres. 
Skovridergården er fyldt med flygtninge. Tine finder ud af, at Bergs regiment ligger ved brohovederne. Flere flygtninge kommer til og søger ly. Tine hjælper med at passe de sårede soldater i skolestuen. Hr. Bølling rejser sig i vildelse fra sit sygeleje og går med Tine, fru Bølling og Tinka op i kirkens tårn og ser ud over slagmarken. Berg støder til og kysser Tine. Tine overnatter hos Berg, og de går i seng sammen. 
Tine er i en glædesrus og venter spændt på, at Berg kommer hjem. Hun vil trøste og pleje ham. Det går op for Tinka, hvad der er sket mellem Berg og Tine. Endnu en søvnløs nat går Berg og Tine i seng sammen. 
I en uge har Tine til fru Bøllings undren ikke været hjemme, men på skovridergården. Provsten ankommer til skovridergården for fortørnet at få bekræftet rygtet om, at man vil rømme skanserne. En major bekræfter, at regeringen har givet befaling om det. Tine er tavs og overbevist om, at Berg ikke elsker hende længere, og han undrer sig over, at han overhovedet har kunnet finde hendes tiltrækkende. De går sammen op på den nærliggende høj, og Berg lader Tine forstå, at han som gift mand ikke kan fortsætte forholdet til hende. Han erkender for sig selv, hvordan han har svigtet Tine og hendes familie. Tine sætter sig ind i skolestuen til fru Appel, der holder sin syge søn i sine arme, og er vidne til hans død. 
Berg venter i skovridergården på, om Tine vil komme, inden han atter skal til fronten. Han går til skolen for at se til Bølling. Efter at have spist sammen med Tine ved Bøllings sygeleje drager Berg til fronten. Tine erkender, at Berg blot tog hende for at få stillet sit begær. Provsten besøger Hr. Bølling, og en officer fortæller ham, at der er blevet givet befaling om, at den danske hær alligevel skal holde skanserne. Stormen på Dybbøl påbegyndes.
Tine tror, Berg er faldet. Hun går til stabens hovedkvarter i Ulkebøl for at få vished, men det viser sig at være forladt. Tine går tilbage og finder Berg liggende døende på en gård. Han genkender hende ikke. Tine går hjem, men røber intet for sin mor. Tidligt næste morgen går hun til skovridergårdens have og drukner sig i dammen. Fru Bølling vågner og opdager, at Tine ikke er på sit kammer og begynder at lede efter hende. Tinka og fru Bølling skynder sig til skovridergården. Fru Bølling mistænker Berg for at have taget Tine med sig. Tines sko findes ved dammen, og hendes lig bliver bjærget. Det bliver bragt hjem i skolestuen. Flere lokale folk kommer og ser liget, heriblandt bispen, der kommer, mens Appel bliver bisat i kirken. Fru Bølling glædes over, at selvmordet ikke fører til dom over Tine. Bispen kører igen. 

## Vigtigste personer
- Hr. Bølling – degn, far til Tine
- Madam Bølling – Tines mor
- Tine Bølling – datter af degneparret, ansat på skovridergården
- Henrik Berg – skovrider
- Marie Berg – gift med skovrideren, har venindeforhold til Tine
- Herluf Berg – søn af Marie og Henrik Berg
- Hr. Appel – ung løjtnant fra Viborg, fortrolig med Tine
- Biskoppen – sørger for, at Tine ikke fordømmes af præsterne pga. selvmordet

## Stil: Realisme og impressionisme
Tine er typisk realismelitteratur med dens virkelighedsnære skildring af blandt andet den 2. Slesvigske Krig, 
Vognene sank i det fodhøje mudder, og hestene standsede skælvende og blindede. Familievis kæmpede menneskene sig frem , børn og kvinder og mænd, bukkende sig for storm og regn, der piskede deres ansigter følelsesløse - når de blot kom frem, kun frem." 
samt dens skildring af både folkelighed og det danske provinsliv gennem hverdagsagtige hændelser. 
"Rundtom blev det fyraften. Foran gårde og huse kom karle og husmænd frem; i rad røg de sindige piber.
- God aften - god aften, kom det fra røgerne stille ud mod vejen til dem.
- God aften, Anders Nils. - Godaften, Lars Peters. Tine hilste dem alle ved navn."
Romanens afslutning kulminerer i et møde mellem madam Bølling og bispen, der sætter spørgsmålet om religion i fokus. Det er kendetegnende for det moderne gennembruds ideal om en gennemført kritik af det metafysiske. Hertil kommer, at romanens miljø- og naturbeskrivelser er typiske for det moderne gennembruds realisme. Herudover efterlever romanen det moderne gennembruds frigørelsesprojekt ved at sætte kvindens rolle under debat.
Romanen begynder in medias res.
Særligt kendetegnende for Herman Bangs indførelse af realismen i dansk litteratur var hans stilistiske valg. Han gjorde i udpræget grad brug af impressionistisk stil, som var inspireret af Claude Monet og den franske malerkunst. Bang karakteriserede en impressionist, som en der mener, at det menneskelige følelsesliv er for uredeligt og komplekst til at kunne beskrives med ord. Derfor tager impressionisten afstand til dvælen, udredning og overvejelse. I stedet er det gennem ”handlen”, at impressionisten skildrer mennesket. 
Herman Bang skriver selv i sit forord
"Jeg ser mine personer kun i billede efter billede, og kun i situation efter situation hører jeg dem tale. Jeg må ofte bie i timer, før de ved et blik, en bevægelse, et ord forråder mig deres virkelige tanker, som jeg jo kun kan gætte ligesom jeg gætter andre levende menneskers - deres, som jeg omgås og kender"

## Temaer: Krig og 1800-tallets kvindebillede
Tines handling er en todelt historie, der både skildrer Tines ulykkelige kærlighedshistorie og nederlaget ved Dybbøl. Romanens hovedtemaer er: krig og køn. Den Anden Slesvigske krigs konsekvenser er dens indvirkning på de små hjem og på personerne på Als. Skildringen af køn belyser kvindens rolle og kår i det danske samfund, inden det moderne gennembrud.

## Modtagelse
Modtagelsen af Tine i samtiden var blandet, mens værket i dag betragtes som et højdepunkt i Bangs forfatterskab og en af de bedste antikrigsromaner i dansk litteratur. Kritikken beroede på, at Bang satiriserede over et nationalt heltemod som førte til slaget ved Dybbøl Mølle i 1864, og tiden (1889) var tilsyneladende ikke moden til den satire. Fokus var en misforstået opfattelse af, at Bang satiriserede over den sønderjyske befolknings heltemod, mens Bang satiriserede over politiske uheldige handlinger og beslutninger i nationalismens ånd. En anmeldelse lød således: "at en hvilken som helst Hr. Bang så modbydeligt vil søle de gamle Minder ned til at tjene som Ramme om hans vulgaire og smudsige Elskovshistorier".